# Chelgerd
Chelgerd (farsi چلگرد) è il capoluogo dello shahrestān di Kuhrang, circoscrizione Centrale, nella provincia di Chahar Mahal e Bakhtiari. 